# Ain't No Cure for Love

«Ain't No Cure for Love» es una canción del músico canadiense Leonard Cohen publicada en el álbum de estudio I'm Your Man (1988). Previo a su inclusión en I'm Your Man, la canción fue versionada por la cantante Jennifer Warnes en su álbum tributo a Cohen Famous Blue Raincoat (1987).

## Temática
Como sugiere el título, el tema de la canción es el amor común y tradicional. Sin embargo, las versiones grabadas por Warnes y Cohen son significativamente diferentes: la versión de Warnes dura 3:22 minutos y la de Cohen 4:50, y la primera incluyó cinco estrofas, frente a la de Cohen, que utilizó seis, de las cuales solo son comunes dos.

## Versiones
Una versión de «Ain't No Cure for Love» fue realizada por el cantante de soul Aaron Neville en su álbum tributo a Cohen Tower of Song (1995). La cantante noruega Ane Brun también versionó la canción en el álbum Rarities (2013). Mary Coughlan también grabó una versión del tema en el álbum Sentimental Killer (1992).
«Ain't No Cure for Love» también aparece en los créditos finales del largometraje Kiss the Sky (1999), protaggonizado por William Petersen, Gary Cole y Sheryl Lee.